# Вјерски објекти у Граду Добоју
У Граду Добоју постоји велики број вјерских објеката. Највише богомоља имају Српска православна црква, Исламска заједница и Римокатоличка црква. Поред објеката три најбројније вјерске заједнице, у Граду Добоју се налази и јеврејска кућа мира са (сефардском) синагогом, те једна адвентистичка црква. За вријеме ратних сукоба кроз вијекове рушене су многе богомоље. Већина њих је обновљена или је њихова обнова у току, али су изграђене и многе нове.
На потезу мањем од километра, подручје око добојске тврђаве, налазе се богомоље четири религијске заједнице.

## Српска православна црква
Архијерејско намјесништво Добојско према посљедњој регулацији епархије од 18. септембра 2013. године чине: 17 црквених општина и 26 парохија са 23 парохијска свештеника.
| Ред. бр. | Слика | Назив                                                             | Мјесто                 | Саграђена    | Напомена                                                                                         |
| -------- | ----- | ----------------------------------------------------------------- | ---------------------- | ------------ | ------------------------------------------------------------------------------------------------ |
| 1.       |       | Манастир Ритешић                                                  | Ритешић                |              |                                                                                                  |
| 2.       |       | Манастир Подновље                                                 | Подновље               |              |                                                                                                  |
| 3.       |       | Црква Светих апостола Петра и Павла у Добоју                      | Добој                  | 1937. године | Парохијални храм. Добој - Храм св. ап. Петра и Павла 1. парохија.                                |
| 4.       |       | Храм Вазнесења Господњег у Плочнику                               | Плочник (Добој)        |              | Филијални храм у Плочнику припада Добојској 2. парохији при храму светих апостола Петра и Павла. |
| 5.       |       | Црква рођења пресвете Богородице у Добоју                         | Добој                  |              | Парохијални храм. Добој - Спомен-храм Рођења Пресвете Богородице 1. парохија                     |
| 6.       |       | Храм Светог Василија Острошког у Усори                            | Добој                  | 2010.        | Парохијални храм Усорске парохије, основана 2007. године                                         |
| 7.       |       | Храм Преподобног Сисоја Великог у Гаврићима                       | Добој                  |              | Парохијални храм Пољичко - костајничке парохије                                                  |
| 8.       |       | Храм Преподобне мати Параскеве – Свете Петке у Горњој Костајници  |                        |              | Филијални храм Пољичко - костајничка парохије                                                    |
| 9.       |       | Храм Свете великомученице Недеље у Липцу                          | Липац                  |              | Парохијални храм Липачко-придјелске парохије                                                     |
| 10.      |       | Храм Преноса моштију Светога Саве у Придјелу                      | Придјел Доњи           |              | Филијални храм Липачко-придјелске парохије                                                       |
| 11.      |       | Храм Ваведења Пресвете Богородице у Осјечанима Доњим              | Осјечани Доњи          |              | Парохијални храм Осјечанске парохије                                                             |
| 12.      |       | Храм Светог Василија Острошког у Осјечанима Горњим                | Осјечани Горњи         | 1994.        | Филијални храм Осјечанске парохије                                                               |
| 13.      |       | Храм Вазнесења Господњег у Српској Грапској                       | Грапска Доња           |              | Парохијални храм Српско - грапске парохије                                                       |
| 14.      |       | Храм Светог великомученика Прокопија у Доњој Костајници           | Костајница (Добој)     |              | Филијални храм Српско - грапске парохије                                                         |
| 15.      |       | Храм Светог пророка Илије у Кожухама                              | Кожухе                 |              | Парохијални храм Кожушке парохије                                                                |
| 16.      |       | Храм светог Григорија Чудотворца Неокесаријског у Сјениној Ријеци | Сјенина Ријека (Добој) |              | Филијални храм Доњопалежничке парохије                                                           |
| 17.      |       | Храм Покрова Пресвете Богородице у Скиповцу                       |                        |              | Филијални храм Кожушке парохије                                                                  |
| 18.      |       | Храм Преподобног Сисоја Великог у Палежници Горњој                | Палежница Горња        |              | Филијални храм Кожушке парохије                                                                  |
| 19.      |       | Храм Светог пророка Илије у Доњој Палежници                       | Палежница Доња (Добој) |              | Парохијални храм Доњопалежничка парохија                                                         |
| 20.      |       | Црква Свете Тројице (Бољанић)                                     | Бољанић                |              | Парохијални храм Бољанићка парохија                                                              |
| 21.      |       | Храм Усјековања главе Светог Јована Крститеља у Конопљиштима      | Конопљишта             |              | Филијални храм Бољанићке парохије                                                                |
| 22.      |       | Црква Рођења Пресвете Богородице у Кладарима                      | Кладари (Добој)        |              | Парохијални храм Кладарске парохије                                                              |
| 23.      |       | Храм Свете великомученице Марине – Огњене Марије у Зарјечи        | Зарјеча                |              | Филијални храм Кладарске парохије                                                                |
| 24.      |       | Храм Светог апостола и јеванђелиста Марка у Малом Прњавору        |                        |              | Филијални храм Кладарске парохије                                                                |
| 25.      |       | Храм Преноса моштију Светог Николаја Мирликијског у Торинама      |                        |              | Филијални храм Кладарске парохије                                                                |
| 26.      |       | Храм Светих апостола Петра и Павла у Великобуковичким Лужанима    | Велика Буковица        |              | Парохијални храм Великобуковичке прве парохије                                                   |
| 27.      |       | Храм Светог пророка Илије у Великој Буковици                      | Велика Буковица        |              | Парохијски храм Великобуковичке друге парохије                                                   |
| 28.      |       | Храм Светог Василија Острошког у Руданци                          | Велика Буковица        |              | Филијални храм Великобуковичке друге парохије                                                    |
| 29.      |       | Храм Вазнесења Господњег у селу Грабовица                         | Грабовица (Добој)      |              | Филијални храм Великобуковичке друге парохије                                                    |
| 30.      |       | Храм Рођења Светог Јована Крститеља у Становима                   | Станови                |              | Парохијски храм Становске парохије                                                               |
| 31.      |       | Храм Преподобног Сисоја Великог у селу Љескове Воде               | Љескове Воде           |              | Филијални храм Становске парохије                                                                |
| 32.      |       | Храм Преподобномученице Параскеве (Трнове Петке) у селу Тисовац   | Тисовац (Добој)        |              | Филијални храм Становске парохије                                                                |
| 33.      |       | Храм Рођења Пресвете Богородице у Стријежевици                    | Стријежевица (Добој)   |              | Парохијални храм Стријежевичке парохије                                                          |
| 34.      |       | Храм Преподобне мати Параскеве – Свете Петке у Горњој Пакленици   | Горња Пакленица        |              | Филијални храм Стријежевичке парохије                                                            |
| 35.      |       | Храм Покрова Пресвете Богородице у Доњој Пакленици                | Доња Пакленица         |              | Филијални храм Стријежевичке парохије                                                            |
| 36.      |       | Храм Преподобног Сисоја Великог у Осојници                        | Осојница (Добој)       |              | Филијални храм Стријежевичке парохије                                                            |

## Исламска заједница
Меџлис Исламске заједнице Добој је правно лице Исламске заједнице. На њеној територији се налази 29 џемата са 32 џамије. Она обухвата Град Добој, те општинр Добој Југ, Добој Исток и Усора.  
Сједиште Меџлиса ИЗ Добој се налази у згради у улици Милоша Обилића 16а, Добој. Током посљедњег рата срушено је 18 џамија. Све су џамије обновљене а изграђено их је још.
| Ред. бр. | Слика | Назив                       | Адреса                 | Саграђена | Напомена |
| -------- | ----- | --------------------------- | ---------------------- | --------- | -------- |
| 1.       |       | Џамија Селимија (Добој)     | Добој                  |           |          |
| 2.       |       | Џамија Трњак (Добој)        | Добој                  |           |          |
| 3.       |       | Џамија Орашје (Добој)       | Добој                  |           |          |
| 4.       |       | Џамија Чајре                | Чајре                  |           |          |
| 5.       |       | Џамија Плане - Макљеновац   | Макљеновац (Добој)     |           |          |
| 6.       |       | Џамија (Чивчије Буковичке)  | Чивчије Буковичке      |           |          |
| 7.       |       | Џамија Доње Которско        | Которско               |           |          |
| 8.       |       | Џамија Горње Которско       | Которско               |           |          |
| 9.       |       | Џамија Грапска              | Грапска Горња          |           |          |
| 8.       |       | Џамија Миљковац             | Миљковац (Добој)       |           |          |
| 9.       |       | Џамија Придјел Горњи        | Придјел Горњи          |           |          |
| 10.      |       | Џамија Сјенина              | Сјенина                |           |          |
| 11.      |       | Џамија Сјенина Ријека       | Сјенина Ријека (Добој) |           |          |
| 12.      |       | Џамија Сухо Поље            | Сухо Поље (Добој)      |           |          |
| 13.      |       | Џамија Свјетлича            | Свјетлича              |           |          |
| 14.      |       | Џамија Шеварлије - Поточани | Шеварлије (Добој)      |           |          |

## Римокатоличка црква
| Ред. бр. | Слика | Назив                                 | Адреса                  | Саграђена                | Напомена                                                |
| -------- | ----- | ------------------------------------- | ----------------------- | ------------------------ | ------------------------------------------------------- |
| 1.       |       | Црква Срца Исусова                    | Браће Југовића 2, Добој | Од 1896. до 1910. године | До 1935. године жупа је била посвећена светој Кристини. |
| 2.       |       | Самостан Служавки Малог Исуса (Добој) | Добој                   |                          |                                                         |
|          |       |                                       |                         |                          |                                                         |
|          |       |                                       |                         |                          |                                                         |

## Хришћанска адвентистичка црква
| Ред. бр. | Слика | Назив                                | Адреса                  | Саграђена               | Напомена                                                                              |
| -------- | ----- | ------------------------------------ | ----------------------- | ----------------------- | ------------------------------------------------------------------------------------- |
| 1.       |       | Хришћанска адвентистичка црква Добој | Кнеза Милоша 123, Добој | 50тих година 20. вијека | Реконструкција након поплава у Добоју 2014. године, отворена 15. октобра 2016. године |

## Јеврејска вјерска зајдница
| Ред. бр. | Слика | Назив                                                   | Адреса                           | Саграђена | Напомена |
| -------- | ----- | ------------------------------------------------------- | -------------------------------- | --------- | -------- |
| 1.       |       | Јеврејски културни центар и синагога „Бејт Шалом“ Добој | Улица Краља Александра 33, Добој |           |          |